# Laleh Bakhtiar
Laleh Bakhtiar, född 29 juli 1938 i New York, död 18 oktober 2020 i Chicago, var en iransk-amerikansk muslimsk författare och översättare. Hon hade en doktorsexamen från Chatham College i Pennsylvania. Hon är författare till mer än 25 böcker om islam och dess mystik, sufismen. Hon är den första kvinnan som översatt Koranen till engelska. Hennes verk syftar till att skapa förståelse och tolerans mellan muslimer och icke-muslimer. Bakhtiar var bosatt i Chicago sedan flera år. Hon gav kurser för allmänheten i sufisk psykologi och var en förkämpe för muslimska kvinnors rättigheter.
Bakhtiar var dotter till Abolghassem Bakhtiar och Helen Jeffreys. Hon växte upp i USA som katolik men konverterade islam efter sitt möte med den persiske filosofen Seyyed Hossein Nasr som hon träffade som vuxen i Teheran. Hon läste islamisk mystik och filosofi för Nasr och var djupt influerad av hans syn på islams esoterism.

## Verk i urval
- Sufi: Expressions of the Mystical Quest, 1976/2004. ISBN 0-500-81015-X / 978-0500810156.
- Traditional Psychoethics and Personality Paradigm, 1993.
- The Moral Healer's Handbook, 1994.
- Moral Healing through the Most Beautiful Names,1994.
- Encyclopedia of Islamic Law: A Compendium of the Major Schools, 1996.
- Encyclopedia of Muhammad's Women Companions, 1998.
- Helen of Tus: Her Oddessy from Idaho to Iran, 2002.
- Al-Ghazzali: His Psychology of the Greater Struggle, 2003.
- Sufi Women: Angels in the Making, 1997.
- The Sense of Unity: The Sufi Tradition in Persian Architecture, 2000.
- The Sublime Quran, transl. L.Bakhtiar, 2007. ISBN 1-56744-750-3 / 978-1567447507.